# Xmas Dance - Merry xmas 2u
Xmas Dance - Merry xmas 2u è un album del cantante Miani pubblicato nel 2012 dalla Planet Dance Music.

## Tracce
1. Merry Xmas 2 U (G. Miani)
2. A Natale puoi (Alicia)
3. Last Christmas (G. Michael)
4. Jingle Bells (J. Pierpont)
5. Con te partirò (F. Sartori, L. Quarantotto)
6. Happy Xmas (J. Lennon)
7. Tu scendi dalle stelle (De Liguori, R. Lipparini)
8. White Christmas (I. Berlin)
9. Love me tender (E. Presley, V. Matson)
10. Buon Natale (G. Miani, M. Cernecca, P. Verlanzi)